# Mobilier national
Le Mobilier national est un établissement public français dépendant de la direction générale de la création artistique du ministère français de la Culture, héritier du Garde-meuble de la Couronne. Les manufactures nationales de textiles ainsi que les ateliers-conservatoires de dentelles y ont été rattachés au cours du XXe siècle après son déménagement à proximité de la manufacture des Gobelins. Depuis 2025, il est inclus dans l'établissement public Manufactures nationales - Sèvres & Mobilier national. Il gère le mobilier de l'État français, tel l'ameublement des ministères et ambassades, son stockage, ses restaurations, et sa conception, notamment avec l'Atelier de recherche et de création.

## Historique

### Avant le Mobilier national
À la fin du Moyen Âge, « l'ameublement des châteaux royaux est un enjeu primordial pour la cour royale qui se met en scène à travers l'exposition de ses collections d'objets d’art, essentiellement l'orfèvrerie et les textiles ». La cour itinérante nécessite ainsi un service de l'intendance royale chargé, en coulisses, de pourvoir en meubles et en tapisseries les différentes résidences royales, ainsi que celles de leurs serviteurs (en premier lieu les ministres) afin de rendre possible cette représentation quasi permanente. La responsabilité des meubles incombe généralement au valet de chambre tandis que l'entretien et la garde des tapisseries et tentures d'apparat est confiée aux tapissiers, ces deux fonctions ayant tendance à fusionner au XVIIe siècle et devenir des valets de chambre-tapissiers.
Sous l'Ancien Régime, Henri IV crée le Garde-Meuble royal en 1604, administration royale que Colbert réorganise en 1663 sous le nom de Garde-Meuble de la Couronne et qui, après plusieurs lieux, s'installe en 1772 dans un bâtiment spécialement créé, l'hôtel du Garde-Meuble, actuel hôtel de la Marine à Paris.
Supprimé à la Révolution, le 30 Floréal an VI (19 mai 1798), cette administration renaît en 1800 sous le nom de Garde-Meuble des Consuls, puis Mobilier impérial en 1804. À la suite de plusieurs autres déménagements, il s'installe de 1852 à 1937 au 103 quai d'Orsay, correspondant au terrain aujourd'hui occupé par le musée du quai Branly.

### 1870 à nos jours
Il prend son nom actuel de Mobilier national après la chute du Second Empire en 1870. La dispersion de ses collections entre différents ministères, administrations et palais est alors aggravée par les incendies du palais des Tuileries et du château de Saint-Cloud.
Dans ses locaux du 103 quai d'Orsay, en partie reconstruits en 1884, un musée est ouvert deux jours par semaine le jeudi et le dimanche, afin « de faire passer successivement sous les yeux du public les séries de tapisseries et les meubles précieux qui appartiennent au mobilier national ».
En 1892, l'administrateur du Garde-Meuble National, Édouard-Thomas Williamson, est l'auteur d'un catalogue de la collection du musée. La IIIe République ordonne par la loi du 27 juillet 1893, la réalisation d'un inventaire des meubles présents dans les réserves.
En 1901, le musée du Louvre prend en charge par décret du gouvernement une partie des collections et des pièces rares, auparavant réunies dans le musée du Garde-Meuble.
En 1937, le Mobilier national quitte le terrain du quai d'Orsay, pour accueillir le Centre des métiers de l'Exposition universelle de 1937 et est installé dans un nouveau bâtiment construit par Auguste Perret sur les anciens jardins de la manufacture des Gobelins.
En 1959, le Mobilier national est rattaché au ministre chargé des Affaires culturelles et en 1982, il est placé sous la tutelle de la Délégation aux Arts plastiques du ministère de la Culture.
Le 1er janvier 2003, le Mobilier national devient un service à compétence nationale,.
Au 1er janvier 2022, en application du décret no 2021-1890, il change à nouveau de statut pour celui d'établissement public à caractère administratif.
Depuis 2020, le Mobilier national lance une campagne de nouvelles acquisitions. Durant le premier confinement, le Mobilier national, avec le soutien du ministère de la Culture, a lancé un appel à propositions pour soutenir ce secteur du design fragilisé, au moyen d’une campagne inédite d’acquisition.
Au 1er janvier 2025, le Mobilier national et la Cité de la céramique à Sèvres et Limoges fusionnent en un seul établissement public : Mobilier national - Musée national de céramique - Musée national Adrien Dubouché - Manufactures nationales de Sèvres, des Gobelins, de Beauvais et de la Savonnerie - Atelier de recherche et de création - Ateliers de dentelles d'Alençon et du Puy-en-Velay.

## Missions

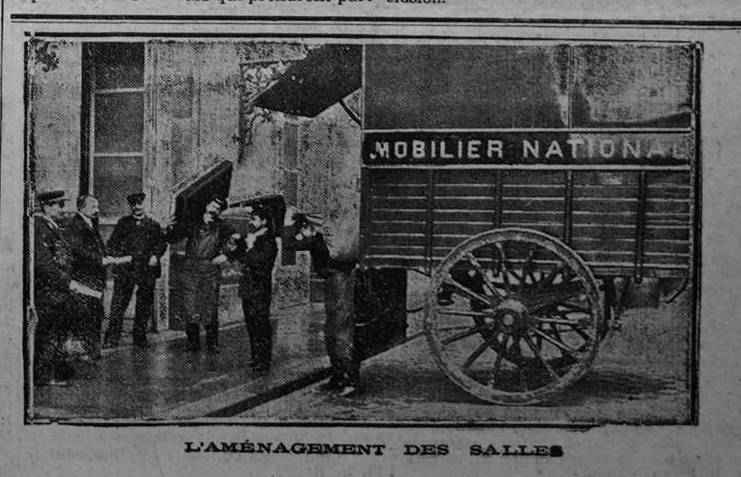
En 1924, aménagement de la salle de Versailles pour élection du président de la République.

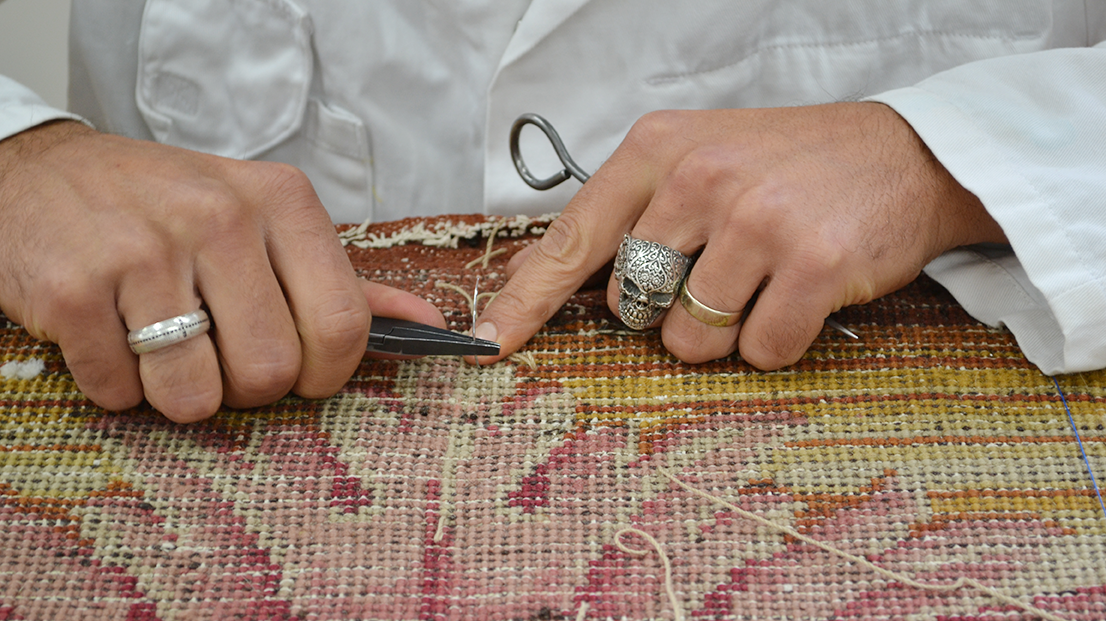
Restauration d'un tapis dans un des ateliers de restauration du Mobilier national.

Il a pour mission de meubler les bâtiments officiels de la République française (Palais de l'Élysée, hôtel de Matignon, certains ministères et ambassades à l'étranger, etc.), auxquels il prête certains des objets de sa collection. Celle-ci en compte plus de 200 000, datant du XVIIe siècle à nos jours. 75 000 d’entre eux possèdent une valeur patrimoniale, parmi lesquels plusieurs milliers d’objets prestigieux ou précieux. Ils stockent également les drapeaux étrangers utilisés lors des réceptions de dignitaires étrangers.
Il est également chargé de la conservation et de l'entretien de ces objets, au sein de sept ateliers d'art : restauration de tapisseries, restauration de tapis, tapisserie d'ameublement, tapisserie de décor, menuiserie en sièges, ébénisterie et lustrerie-bronze.
Outre les objets eux-mêmes, le Mobilier national conserve une documentation comprenant des dessins ou des archives.
En 1964, André Malraux, alors ministre de la Culture, fait créer un atelier de recherche et de création au sein du Mobilier national : l'ARC.
Le Mobilier national a aussi un rôle de médiation culturelle, notamment par l'organisation d'expositions.
Ces principales missions ont été définies par un décret en date du 23 février 1980,, codifié entre-temps au code du patrimoine.

## Manufactures et ateliers nationaux
Au Mobilier national ont été rattachés :
- en 1935, la manufacture de tapisserie de Beauvais,
- en 1937, la manufacture de tapisserie des Gobelins,
- en 1937, la manufacture de tapis de la Savonnerie, réunie à celle des Gobelins en 1825 et établie également à Lodève en 1967,
- en 1976, l'atelier conservatoire national de la dentelle du Puy-en-Velay et l’atelier national du point d’Alençon créés la même année.

## Le récolement
Depuis l'origine de l'institution, l'administration générale du Mobilier national réalise périodiquement l'inventaire de ses richesses. Le premier inventaire connu fut entrepris par Gédéon Berbier du Mets, dès sa nomination par Colbert à la tête du Garde-Meuble royal. L’inventaire entrepris depuis 1950 est aujourd’hui informatisé.
L'une des missions importantes de l'établissement, est la vérification régulière de la présence physique des biens mis à disposition, sous sa responsabilité, afin d'éviter des « disparitions », lors des prêts aux différents organismes (environ 180 000 prêts)
Les observations successives de la Cour des comptes, et particulièrement son rapport public de 1996, ont conduit le Premier ministre de l'époque, Alain Juppé, à publier une circulaire, le 24 juin de cette même année, à la suite de laquelle le décret no 96-750 du 20 août 1996 a créé une commission (la CRDOA), chargée de diriger le récolement de tous les dépôts de mobilier et d'œuvres d'art consentis par la Direction des musées de France, le Musée national d'art moderne, le Mobilier national, le Fonds national d'art contemporain. Les travaux de cette nouvelle commission, ont débuté en mars 1997, et depuis lors, de nombreuses irrégularités sont signalées périodiquement aux autorités compétentes, suivies de dépôts de plaintes.
En 2007, peu avant son départ, le Premier ministre de l'époque, Dominique de Villepin, avait fait diligenter un inventaire général, transmis à son successeur François Fillon, et qui avait permis à la commission de récolement, et de l'inventaire physique, de constater la disparition de plus de 17 000 pièces, soit environ 19,1 % des objets prêtés,.
Plus récemment, la Cour des comptes, dans son rapport 2014, indique que 625 objets, ainsi que 32 œuvres prêtées par les musées nationaux, sont signalés comme « non vus »,, ce que la Cour des comptes assimile à de pures et simples « disparitions ».
Avec un taux de perte de 26 %, le ministère des Affaires étrangères est le plus mauvais élève. Les ambassades, richement dotées, sont les plus faciles à dépouiller. En particulier en Europe de l’Est, où l’on a retrouvé des objets provenant des représentations françaises sur le marché de Naschmarkt, à Vienne, en Autriche.

## Siège
Son dépôt est situé 1 rue Berbier-du-Mets, dans le 13e arrondissement de Paris (quartier de Croulebarbe), dans un bâtiment en béton armé construit en 1936 par Auguste Perret sur les anciens jardins de la manufacture des Gobelins.
Son entrée  principale se situe sur la place en Hommage-aux-Femmes-Victimes-de-Violences, près du square René-Le Gall.

## Liste des responsables
Liste établie d'après les Almanachs officiels, dossiers de légion d'honneur et la bibliographie indiquée. Les dates avec crochets signifient que ce sont des dates où l'on  sait que le personnage occupe ces fonctions, la période peut s'étendre avant ou après. Les dates sans crochets sont les dates de début ou fin avérées.

### Garde-Meuble de la Couronne[25]

#### Intendants
- 1604-? : Étienne de La Font, sieur de La Motte, auditeur de la Chambre des comptes de Rouen, intendant des meubles de la Couronne par lettres de provision du 28 novembre 1604.
- 16??-16?? : Jacob de La Font, dates inconnues
- 31 janvier 1620-1627 : Jean Dujon, sieur de La Vallée d’Assigny (?-1652), trésorier général de la cavalerie légère, intendant des meubles de la Couronne
- 1627-1642 : Pierre Bonnard (?-1642), contrôleur général des gabelles en la généralité de Paris, intendant général des meubles de la Couronne
- 1642-1658 :  Roger Bonnard, intendant général des meubles de la Couronne
- 1658-1662 : Paul Dujardin, intendant général des meubles de la Couronne
- 1662-31 décembre 1663 : Prosper Bauyn, sieur d’Angervillier (?-1700), intendant général des meubles de la Couronne
- 31 décembre 1663-11 février 1707 : Gédéon Berbier du Metz (1626-1709), intendant et contrôleur général des meubles de la Couronne. La rue où se trouve le Mobilier national, dans le 13e arrondissement porte son nom
- 11 décembre 1707-11 octobre 1711 :
- 11 octobre 1711-22 décembre 1719 : Moïse-Augustin de Fontanieu (1662-1725), secrétaire du roi, directeur général du commerce, intendant et contrôleur général des meubles de la Couronne
- 22 décembre 1719-26 septembre 1767 : Gaspard Moïse Augustin de Fontanieu (1694-26 septembre 1767), conseiller au Parlement de Paris, intendant et contrôleur général des meubles de la Couronne en survivance (1717-22 décembre 1719), en titre (22 décembre 1719-26 septembre 1767)
- 26 septembre 1767-27 mai 1784 : Pierre-Élisabeth de Fontanieu (1731-1784), intendant et contrôleur général des meubles de la Couronne
- 27 février 1784-20 août 1792 : Marc-Antoine Thierry de Ville-d'Avray (1732-1792), premier valet de chambre du roi, intendant et contrôleur général des meubles de la Couronne, commissaire général de la Maison du roi au département du Garde-meuble de la Couronne en survivance (16 août 1783-27 février 1784), en titre (27 février 1784-20 août 1792)

#### Gardes généraux
- 1616-? : Jacques Valetz, garde-meuble du roi
- 1630 : Nicolas de Jacquinot, garde des meubles du roi
- 1629-1651 : Jean Gaboury, garde-meuble et tapissier du roi
- 1651-mars 1653 : Charles Moysnier, garde général des meubles de la Couronne
- mars 1653-1665 : Henri Guillain, valet de chambre de la reine, garde général des meubles de la Couronne
- 26 juillet 1665-1685 : Louis Le Cosquino, sieur de Fulvy (?-1685), garde général des meubles de la Couronne
- 1er octobre 1685-1693 : Charles-Lavinio Turola ou Tourolle (?-1693), garde-meuble du palais Mazarin, garde général des meubles de la Couronne
- 7 juin 1693-12 mars 1701 : Dominique-Léonard Turola ou Tourolle (?-1701), garde général des meubles de la Couronne
- 12 mars 1701-16 décembre 1704 : Macé Courcelles (?-1728), valet de chambre du roi, garde général des meubles de la Couronne
- 16 décembre 1704-17 mai 1728 : Claude Nérot (1672-1750), receveur général des domaines à Caen puis à Rouen, commis à la garde des meubles de la Couronne (16 décembre 1704-1716), garde général des meubles de la Couronne (12 mars 1716-17 mai 1728)
- 1742-1748 : Charles Tourolle (1693-1748), maréchal des logis du roi, garde général des meubles de la Couronne en survivance (1728-1742), en titre (1742-1748)
- 1748-8 septembre 1750 : Claude Nérot, garde général des meubles de la Couronne
- 17 septembre 1750-1753 : Philibert Chanousse-Ollivier (1700-1773), garde général des meubles de la Couronne
- 1753-1764 : Jean-François Gentil de Cœur vers 1670-1764), garde général des meubles de la Couronne
- 12 juillet 1764-12 mars 1784 : Pierre Randon de Pommery (vers 1714-1787), receveur général des finances de la généralité de Soissons, garde général des meubles de la Couronne; Marc-Antoine-François Randon de La Tour (1736-1793), garde général des meubles de la Couronne en survivance (2 septembre 1769-12 mars 1784)
- 12 mars 1784-1792 : Alexandre Lemoine de Crécy (1735-1794), garde général des meubles de la Couronne

### Mobilier national, Mobilier impérial, Garde-meuble de la couronne, Garde-meuble national
- 20 août 1792-22 avril 1793 : Jean-Bernard Restout, directeur du Garde-meuble national[26]
- 10 mai 1793 -11 frimaire an II (1er décembre 1793) : François-Louis Bayard, inspecteur général provisoire du Garde-meuble national[26]
- 11 frimaire an II (1er décembre 1793)-14 fructidor an II (31 août 1794) : Louis-François Dubois, inspecteur provisoire du Garde-meuble national[26]
- 14 fructidor an II (31 août 1794)-1er brumaire an V (22 octobre 1796) : François-Louis Bayard, inspecteur général provisoire du Garde-meuble national
- 22 frimaire an IV (13 décembre 1795)-26 vendémiaire an VI (17 octobre 1797) : Nicolas-Auguste Villette, directeur général du Garde-meuble national[26]
- 1797-1804 : Martin Lefuel, contrôleur de l'administration intérieure du palais du Directoire exécutif puis du palais des consuls, puis conservateur du mobilier des palais du gouvernement
- 13 brumaire an XIII (4 novembre 1804)-4 février 1806 : Étienne-Jacques Calmelet (1773-1840), administrateur du Mobilier impérial[27],[26]
- 1806-1814 : Alexandre-Jean Desmazis (1768-1841), administrateur du Mobilier impérial[28],[26]
- 1814-24 juillet 1825 : Armand Thierry de Ville-d'Avray (1773-1844), premier valet de chambre du roi, intendant du Garde-meuble de la Couronne
- 24 juillet 1825-1830 : Louis-Victoire-Xavier Papillon, baron puis vicomte de La Ferté (1784-1849), intendant général de l’argenterie et des menus-plaisirs du roi, directeur général du Mobilier de la Couronne[29].
- 1831-1848 : Germain Delavigne (1790-1868), conservateur du Mobilier de la Couronne puis du Mobilier national[30]
- 1er août 1848-1er avril 1853 : Louis-Michel Leblond[31], inspecteur principal (8 mars 1832-1er mars 1844), directeur, puis directeur inspecteur (1er mars 1848-1er avril 1853), puis inspecteur général (1er novembre 1853-30 août 1855)
- 1er novembre 1853-1er septembre 1871 : Thomas Moore Williamson (1809[Note 4]-1875)[32], administrateur du Mobilier de la Couronne
- ?-1874 : Narcisse Paul Léon Bidos (1816-.), inspecteur principal de la régie des palais nationaux [33].
- 1er août 1872-31 juillet 1878 : Charles Joly dit un temps « Joly de Montesson » (1834-1916), chef de bureau à la direction des bâtiments civils et palais nationaux, conservateur du Mobilier national[34]
- 1er août 1878[35]-1894 : Édouard Thomas Williamson (né à Paris le 13 octobre 1839), commis principal à l'administration du Mobilier de la Couronne puis du Mobilier national, rédacteur au ministère des Travaux publics, conservateur du Mobilier national[36]
- 4 ou 5 août 1894-29 juin 1907 : Henri Théodore Locquet (Paris, 28 février 1847 - Paris, 29 juin 1907)[37], sous-chef de bureau à al direction des bâtiments civils et palais nationaux, administrateur du garde-meuble national
- 1er août 1907[38]-31 mai 1926 : Ernest Dumonthier (né à Paris le 3 août 1863)[39], sous-chef de bureau au ministère de l'Instruction publique, administrateur du Mobilier national
- 1er juin 1926-14 septembre 1944 : Guillaume Janneau (Saint-Nazaire, 1887-1957), inspecteur des monuments historiques[40]

### Mobilier national
Avec ajout progressif des manufactures des Gobelins, Savonnerie, Beauvais, Lodève, dentelles d'Alençon et du Puy.

#### Administrateurs généraux et directeurs
- 1941-1944 : Guillaume Janneau Il devient à cette date administrateur général à la fois du Mobilier national et des Manufactures nationales des Gobelins, Beauvais, la Savonnerie qui sont rattachés à l'institution.
- 14 septembre 1944-15 mars 1950 : Georges Fontaine (1900-1969), conservateur en chef du département des objets d'art du Musée du Louvre, nommé administrateur général le 14 septembre 1944 Il poursuit sa carrière comme inspecteur général de l'enseignement artistique en 1950[41].
- 15 mars 1950-14 octobre 1960 : Henri Gleizes (1914-2000), administrateur général
- 14 octobre 1960-1963 : Michel Florisoone (1904-1973), conservateur des musées nationaux, administrateur général
- 16 décembre 1963-12 septembre 1991 : Jean Coural  (1925-2001), conservateur des musées nationaux, administrateur général
- 30 septembre 1991-1993 : Raymond Lachat[42], inspecteur de la jeunesse et des sports, administrateur général
- 3 février 1994-2003 : Jean-Pierre Samoyault[43], conservateur général du patrimoine, administrateur général
- 1er mars 2003-2014 : Bernard Schotter[44], administrateur civil hors classe, administrateur général
- janvier-juillet 2015 : Jérôme Poulain, administrateur civil hors classe, secrétaire général du Mobilier national, administrateur général par intérim de janvier 2015 au 9 juillet 2015
- 10 juillet 2015-juillet 2017 : Hervé Barbaret, administrateur civil hors classe, directeur
- 11 juillet 2017-janvier 2018 : Catherine Ruggeri, inspectrice générale des affaires culturelles, directrice par intérim[45]
- Depuis le 12 février 2018 : Hervé Lemoine, conservateur général du patrimoine, directeur puis Président depuis le 1er janvier 2022[46],[47]

#### Directeurs des collections
- 1992-1993 : Nicole de Reynies (1938-), conservatrice générale du patrimoine, directrice des collections
- 1994-2003 : Colombe Samoyault-Verlet (1938-2009), conservatrice générale du patrimoine, directrice des collections
- 2003-2012 : Arnauld Brejon de Lavergnée (1945-), conservateur général du patrimoine, directeur des collections
- 2012-2018 : Christiane Naffah-Bayle (1951-), conservatrice générale du patrimoine, directrice des collections
- 2018-2021 : Thierry Sarmant (1969-), conservateur général du patrimoine, directeur des collections
- depuis 2021 : Emmanuel Pénicaut, conservateur général du patrimoine, directeur des collections